# Panzhihua
Panzihua is een grote stad in het uiterste zuiden van Sichuan, gelegen in de bergen. Het is de eerste grote stad waar de rivier de Yangtze door stroomt.
Met 460.000 inwoners is het de 4e stad van Sichuan; het ligt niet ver van de provincie Yunnan, en tamelijk ver verwijderd van het hart van Sichuan, het Rode Bekken. 
De stad heeft een belangrijke staalnijverheid en in de omgeving zijn een aantal ertsmijnen. Vanuit de stad zijn er zowel naar het noorden (Chengdu) als naar het zuiden (Kunming) spoorverbindingen. Een expresweg wordt aangelegd tussen die beide steden langs Panzhihua.

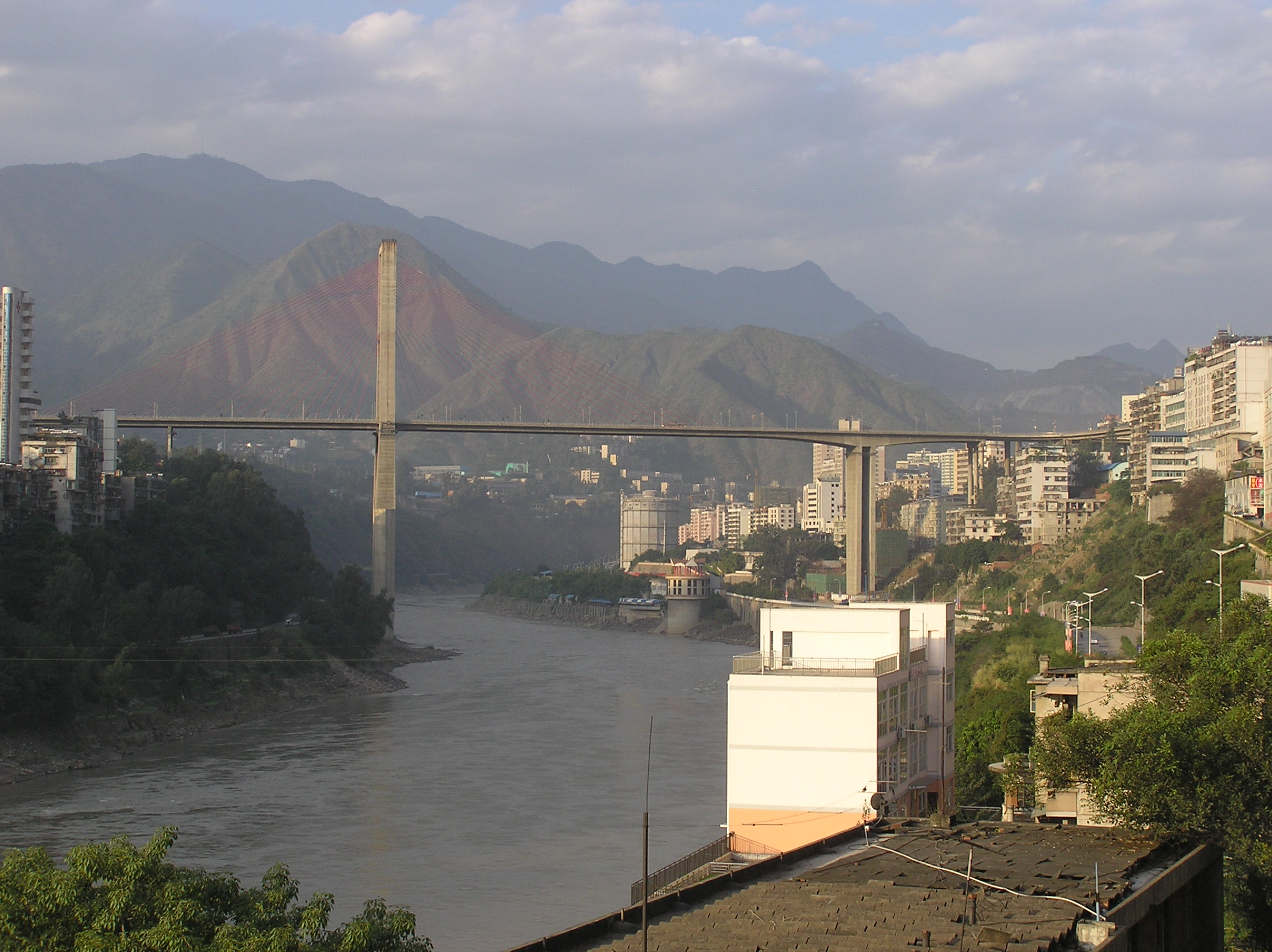
Panorama